# アグネス・チャンのHI!赤チャンネル
『アグネス・チャンのHI!赤チャンネル』（アグネス・チャンのハイ あかチャンネル）は、1986年4月5日から1990年3月31日までフジテレビ系列局ほかで放送されたフジテレビ製作のトーク番組である。ピジョンの一社提供。放送時間は毎週土曜 8:00 - 8:30 （日本標準時）。

## 出演者

### 司会
- アグネス・チャン

### レギュラー
- ケント・デリカット
- 野々村真

## スタッフ
- 構成：新野隆司
- 技術：堀田満之
- 照明：佐々木哲男
- 美術：永本允
- 効果：相沢関
- アシスタントディレクター：磯貝武毅
- ディレクター：畠山周子
- プロデューサー：小村恒夫
- 制作協力：共同テレビ
- 制作著作：フジテレビ

## ネット局
系列は放送当時の系列。
| 放送対象地域   | 放送局         | 系列                                         | 備考                     |
| -------------- | -------------- | -------------------------------------------- | ------------------------ |
| 関東広域圏     | フジテレビ     | フジテレビ系列                               | 製作局                   |
| 北海道         | 北海道文化放送 | フジテレビ系列                               |                          |
| 宮城県         | 仙台放送       | フジテレビ系列                               |                          |
| 福島県         | 福島テレビ     | フジテレビ系列                               |                          |
| 新潟県         | 新潟総合テレビ | フジテレビ系列                               |                          |
| 長野県         | 長野放送       | フジテレビ系列                               |                          |
| 静岡県         | テレビ静岡     | フジテレビ系列                               |                          |
| 富山県         | 富山テレビ     | フジテレビ系列                               |                          |
| 石川県         | 石川テレビ     | フジテレビ系列                               |                          |
| 福井県         | 福井テレビ     | フジテレビ系列                               |                          |
| 中京広域圏     | 東海テレビ     | フジテレビ系列                               |                          |
| 島根県・鳥取県 | 山陰中央テレビ | フジテレビ系列                               |                          |
| 岡山県・香川県 | 岡山放送       | フジテレビ系列                               |                          |
| 広島県         | テレビ新広島   | フジテレビ系列                               |                          |
| 山口県         | テレビ山口     | TBS系列 フジテレビ系列                       |                          |
| 愛媛県         | テレビ愛媛     | フジテレビ系列                               |                          |
| 福岡県         | テレビ西日本   | フジテレビ系列                               |                          |
| 佐賀県         | サガテレビ     | フジテレビ系列                               |                          |
| 長崎県         | テレビ長崎     | フジテレビ系列 日本テレビ系列                |                          |
| 熊本県         | テレビ熊本     | フジテレビ系列 テレビ朝日系列                |                          |
| 大分県         | テレビ大分     | フジテレビ系列 日本テレビ系列 テレビ朝日系列 |                          |
| 宮崎県         | テレビ宮崎     | フジテレビ系列 日本テレビ系列 テレビ朝日系列 |                          |
| 鹿児島県       | 鹿児島テレビ   | フジテレビ系列 日本テレビ系列                |                          |
| 沖縄県         | 沖縄テレビ     | フジテレビ系列                               |                          |
| 青森県         | 青森放送       | 日本テレビ系列 テレビ朝日系列                | フジテレビ系と同時ネット |

| フジテレビ 土曜8時台前半枠                                                              | フジテレビ 土曜8時台前半枠                             | フジテレビ 土曜8時台前半枠        |
| 前番組                                                                                  | 番組名                                                 | 次番組                            |
| --------------------------------------------------------------------------------------- | ------------------------------------------------------ | --------------------------------- |
| あなたの東京 ※8:00 - 8:15 （1986.1 - 3）チョットまって!ママ ※8:15 - 8:30 （1986.1 - 3） | アグネス・チャンの HI!赤チャンネル （1986.4 - 1990.3） | 赤ちゃんアカデミー （1990.4 - 9） |